# 千野栄一
千野 栄一（ちの えいいち、1932年2月7日 - 2002年3月19日）は、日本の言語学者、翻訳家。
東京外国語大学名誉教授、元和光大学学長。
専門は言語学、およびチェコ語を中心としたスラブ語学。
晩年は旧字体の「千野 榮一」と表記した。

## 経歴
1932年、東京府豊多摩郡渋谷町（現・東京都渋谷区）栄通1丁目生まれ。1948年、東京都立高校（旧制）尋常科（現東京都立桜修館中等教育学校）修了。当時からの友人に地理学者江波戸昭がいる。
1949年、東京都立高校高等科（現・東京都立大学）修了。1955年、東京外国語大学第四部（ロシア語）を卒業。1958年、東京大学文学部言語学専攻を卒業した。同年よりチェコスロヴァキア政府奨学生としてプラハのカレル大学に入学。ヨーゼフ・クルツのもとで古代教会スラヴ語ならびにプラーグ学派を研究すると共に、1959年からは同大学日本語科講師を務めた（1967年まで）。1964年、カレル大学文学部スラヴ語科修了。1967年12月に帰国した。
1969年、東京教育大学文学部に助教授として着任。同大学の教授だった河野六郎と親交を深める。1976年に助教授、1977年に教授昇進。1989年、ヨゼフ・チャペック、カレル・チャペックを研究する日本チャペック兄弟協会を設立、会長となる。1991年、ポーランド語科およびチェコ語科の新設に伴い、東京外国語大学ロシア・東欧語学科教授に就任した。1994年、同大学を定年退官し名誉教授。その後は、和光大学人文学部文学科教授として教鞭をとった。1997年から2001年まで、和光大学学長をつとめた。
2002年3月19日、国立病院東京医療センターで死去。2002年4月9日、朝日新聞「惜別」に学芸部記者・伊左恭子の追悼文が出された。

## 受賞・栄典
- 1988年：チェコスロヴァキア国際交流協会金賞を受賞。
- 1992年12月：『言語学大辞典』の業績により、第46回毎日出版文化賞特別賞を受賞。
- 1994年11月：ポーランド功労十字章を受章。東京外国語大学ポーランド語科およびチェコ語科創設の功績により、原卓也と共に受章した。
- 2000年9月：文化功労賞(チェコ)を受賞。日本におけるチェコ語の普及ならびにチェコ文学・チェコ文化の紹介の功績による。

## 家族・親族
- 元妻：千野ズデンカ。
- 妻(再婚)：保川亜矢子（千野亜矢子）はチェコ語研究者。
- 娘：ズデンカとの間の娘である千野花江はチェコ語講師。

## 著書

### 単著
- 『ポケットのなかのチャペック』（晶文社） 1975
- 『言語学の散歩』（大修館書店） 1975
- 『言語学のたのしみ』（大修館書店） 1980
- 『外国語上達法』（岩波新書 黄版） 1986
- 『注文の多い言語学』（大修館書店） 1986
- 『プラハの古本屋』（大修館書店） 1987。中公文庫 2025.8（新訂・阿部賢一解説）
- 『世界ことばの旅 - 地球上80言語カタログ』（研究社） 1993
- 『言語学への開かれた扉』（三省堂） 1994[3]
- 『ビールと古本のプラハ』（白水社、白水Uブックス） 1997 - 新編再刊
- 『ことばの樹海』（青土社） 1999
- 『言語学フォーエバー』（大修館書店） 2002
- 『言語学 - 私のラブストーリー』（三省堂） 2002
- 『言語学を学ぶ』（ちくま学芸文庫） 2022 - 新編再刊

### 共著
- 『チェコ語の入門』（千野ズデンカ共著、白水社） 1975

### 編著
- 『講座言語（4） 言語の芸術』（大修館書店） 1980
- 『エクスプレス チェコ語』（白水社） 1986
- 『日本の名随筆 別巻93 言語』（作品社） 1998

### 共編著
- 『月刊言語 別冊1：アフリカの言語と文化』（西江雅之、大修館書店） 1974
- 『言語学大辞典』（亀井孝, 河野六郎、三省堂） 1988
- 『世界の辞書』（竹林滋, 東信行、研究社） 1992
- 『日本列島の言語』（亀井孝, 河野六郎、三省堂） 1997
- 『ヨーロッパの言語』（亀井孝, 河野六郎、三省堂） 1998
- 『世界のことば100語辞典：ヨーロッパ編』（石井米雄、三省堂） 1999
- 『世界のことば100語辞典：アジア編』（石井米雄、三省堂） 1999
- 『世界文字辞典』（河野六郎, 西田龍雄、三省堂） 2001
- 『世界のことば・出会いの表現辞典』（石井米雄、三省堂） 2004

## 翻訳
- 『チェコ構造美学論集 - 美的機能の芸術社会学』（ヤン・ムカジョフスキー、平井正共訳、せりか書房） 1975
- 『アメリカ』（フランツ・カフカ、マックス・ブロート編、新潮社、カフカ全集4）1981、のち復刊 1992
- 『マテジウスの英語入門 - 対照言語学の方法』（ ビレーム・マテジウス、山本富啓共訳、三省堂） 1986
- 『呪術・儀礼・俗信 - ロシア・カルパチア地方のフォークロア』（ピョートル・ボガトゥィリョーフ（ロシア語版）、松田州二共訳、岩波書店） 1988、のち新版 2000
- 『ロボット (R.U.R.)』（カレル・チャペック、岩波文庫） 1989
- 『ビロード革命のこころ - チェコスロバキア大統領は訴える』（バーツラフ・ハベル、岩波ブックレット） 1990
- 『そうはいっても飛ぶのはやさしい』（イヴァン・ヴィスコチル（チェコ語版）, カリンティ・フリジェシュ、国書刊行会） 1992
- 『微笑を誘う愛の物語』（ミラン・クンデラ、集英社） 1992：短編集（分担訳）
- 『存在の耐えられない軽さ』（ミラン・クンデラ、集英社） 1993、のち集英社文庫 1998
- 『必携ロシア語変化総まとめ』（ オルドジフ・レシュカ（チェコ語版）, ヨゼフ・ベセリー、白水社） 1993
- 『コーリャ 愛のプラハ』（ズデニェク・スヴェラーク、集英社） 1997
- 『美しい鹿の死』（オタ・パヴェル、紀伊國屋書店） 2000
- 『宮廷の道化師たち』（アヴィグドル・ダガン、集英社） 2001
- 『この素晴らしき世界（チェコ語版）』（ペトル・ヤルホフスキー（チェコ語版）、集英社） 2002